# Глуховки
Глуховки — деревня в Даниловском районе Ярославской области. Входит в состав Дмитриевского сельского поселения.

## География
Находится в северо-восточной части Ярославской области на расстоянии приблизительно 24 км на юг-юго-восток по прямой от железнодорожного вокзала города Данилова, административного центра района.

## История
В 1859 году здесь (деревня Даниловского уезда Ярославской губернии) было учтено 10 дворов.

## Население
Численность населения: 58 человек (1859 год), 42 (русские 100 %) в 2002 году, 31 в 2010.